# Someș-Odorhei
Someș-Odorhei (en hongrois Szamosudvarhely) est une commune roumaine du județ de Sălaj, dans la région historique de Transylvanie et dans la région de développement du Nord-ouest.

## Géographie
La commune de Someș-Odorhei est située dans la nord du județ, dans la vallée de la Someș et les collines de la Sălaj, à 8 km au nord de Jibou et à 34 km au nord-est de Zalău, le chef-lieu du județ.
La municipalité est composée des cinq villages suivants (population en 2002) :
- Bârsa (165) ;
- Domnin (429) ;
- Inău (663) ;
- Someș-Odorhei (1 393), siège de la commune ;
- Șoimuș (407).

## Histoire
La première mention écrite du village de Someș-Odorhei date de 1387 sous le nom hongrois de Udvarhely, tout comme le village de Inău. Les mentions concernant les villages de Șoimuș et Domnin sont antérieures et datent de 1205 et 1219. Bârsa n'apparaît qu'en 1549.
La commune, qui appartenait au royaume de Hongrie, faisait partie de la principauté de Transylvanie et elle en a donc suivi l'histoire.
Après le compromis de 1867 entre Autrichiens et Hongrois de l'empire d'Autriche, la principauté de Transylvanie disparaît et, en 1876, le royaume de Hongrie est partagé en comitats. Someș-Odorhei intègre le comitat de Szilágy (Szilágy vármegye).
À la fin de la Première Guerre mondiale, l'Empire austro-hongrois disparaît et la commune rejoint la Grande Roumanie.
En 1940, à la suite du deuxième arbitrage de Vienne, elle est annexée par la Hongrie jusqu'en 1944, période durant laquelle sa communauté juive est exterminée par les nazis. Elle réintègre la Roumanie après la Seconde Guerre mondiale.

## Politique
Le conseil municipal de Someș-Odorhei compte 11 sièges de conseillers municipaux. À l'issue des élections municipales de juin 2008, Grigore Berinde (PSD) a été élu maire de la commune.
| Parti                                                | Nombre de conseillers |
| ---------------------------------------------------- | --------------------- |
| Parti social-démocrate (PSD)                         | 7                     |
| Parti démocrate-libéral (PD-L)                       | 2                     |
| Parti national libéral (PNL)                         | 1                     |
| Parti de la Nouvelle Génération - Chrétien-démocrate | 1                     |

## Religions
En 2002, la composition religieuse de la commune était la suivante :
- Chrétiens orthodoxes, 87,17 % ;
- Baptistes, 4,18 % ;
- Pentecôtistes, 2,25 % ;
- Grecs-Catholiques, 1,50 % ;
- Réformés, 1,21 %.

## Démographie
En 1910, à l'époque austro-hongroise, la commune comptait 4 302 Roumains (91,82 %) et 310 Hongrois (6,62 %).
En 1930, on dénombrait 4 559 Roumains (93,38 %), 147 Hongrois (3,01 %), 101 Juifs (2,07 %) et 72 Tsiganes (1,47 %).
En 1956, après la Seconde Guerre mondiale, 4 876 Roumains (97,77 %) côtoyaient 82 Hongrois (1,64 %) et 25 Tsiganes (0,50 %).
En 2002, la commune comptait 2 852 Roumains (93,29 %), 44 Hongrois (1,43 %) et 158 Tsiganes (5,16 %). On comptait à cette date 1 454 ménages et 1 562 logements.
| 1850  | 1880  | 1900  | 1910  | 1920  | 1930  | 1941  | 1956  | 1966  |
| ----- | ----- | ----- | ----- | ----- | ----- | ----- | ----- | ----- |
| 3 479 | 3 822 | 4 273 | 4 685 | 4 597 | 4 882 | 4 799 | 4 987 | 4 590 |

| 1977  | 1992  | 2002  | 2007  | - | - | - | - | - |
| ----- | ----- | ----- | ----- | - | - | - | - | - |
| 4 367 | 3 247 | 3 057 | 2 937 | - | - | - | - | - |

## Économie
L'économie de la commune repose sur l'agriculture et l'exploitation des forêts. On extrait également des graviers et des sables du lit de la Someș.

## Communications

### Routes
Someș-Odorhei est située sur la route régionale DJ108A qui rejoint Benesat et le județ de Maramureș au nord et Jibou au sud.

### Voies ferrées
Someș-Odorhei est desservie par la ligne des Chemins de Fer Roumains (Căile Ferate Române) Jibou-Baia Mare.

## Lieux et monuments

### Églises en bois

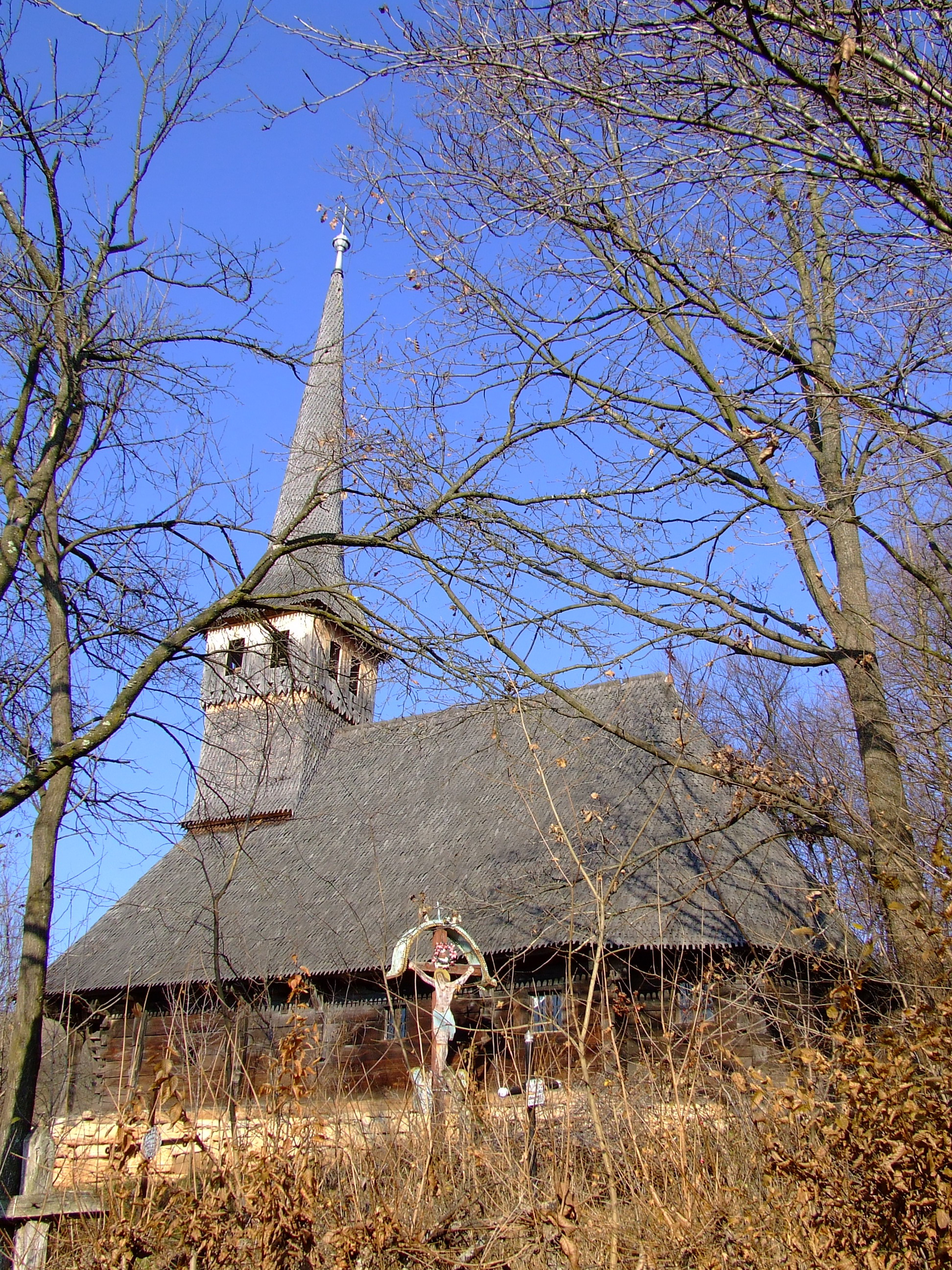
L'église de Inău

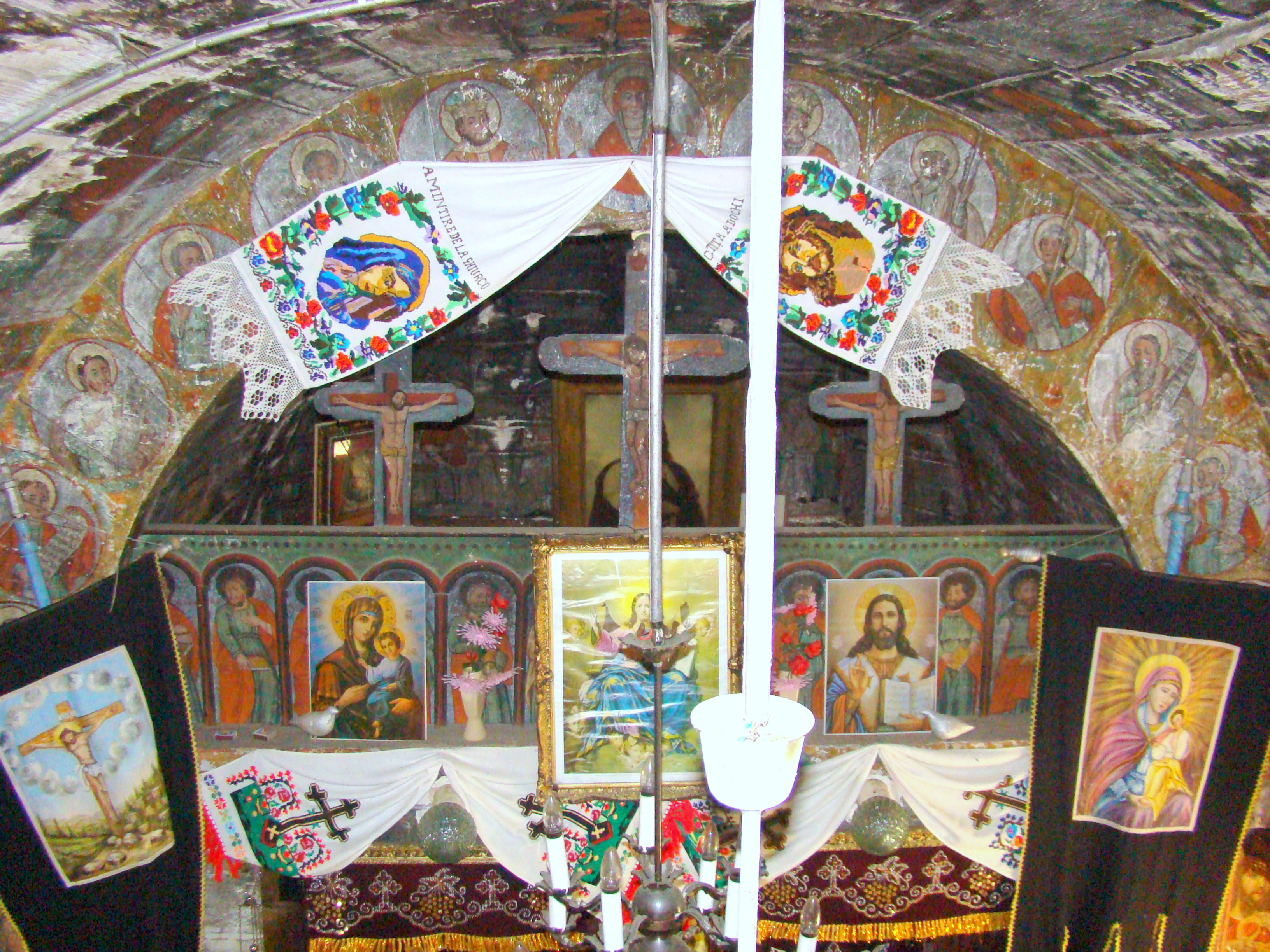
Intérieur de l'église de Bârsa

- Bârsa, église orthodoxe en bois dédiée à St Georges (Sf.Gheorghe) datant du XVIIIe siècle[7].

- Domnin, église orthodoxe en bois des Sts Archanges Michel et Gabriel (Sf. Arhangeli Mihail și Gavrili) datant de 1832[7].

- Inău, église orthodoxe en bois des Sts Archanges datant de 1753[7].

### Autres églises
- Domnin, église orthodoxe datant de 1711[8].

- Someș-Odorhei, église orthodoxe datant de 1900[8].